# Oscar Granieri
Oscar Alejandro Granieri (Mar del Plata, Argentina, 12 de noviembre de 1967) es un cantante, músico y compositor de rock argentino. Es el cofundador de la agrupación de rock y pop, llamado Los Súper Ratones en 1985 y sigue siendo su miembro hasta el presente.

## Biografía
Apodado "Pingüino" y originario de Mar del Plata, presenció el recital que dio el grupo británico Queen, en el estadio Estadio José María Minella, junto a su amigo Claudio Stauber. Después de que este último le enseñara a tocar la guitarra en sus días de secundaria, Granieri y Blanco, deciden formar un grupo.
Tras varios proyectos fallidos, conocen al baterista José Luis "Person" Properzi en 1985, con quien formaron un trío llamado Los Ratones. En 1986, conocen a Juan Carlos Raising y quedan constituidos como un cuarteto. Después de unos años de tocar y ensayar mucho, llegaría la oportunidad de grabar un disco. En 1988, se dan a conocer definitivamente con su nombre actual.  ya con Mario Barassi como miembro estable en guitarra y voz principal en reemplazo de Juan Carlos Raising.
Con Los Súper Ratones ha editado, un total de diez trabajos discográficos y realizado giras internacionales y muchas participaciones en grabaciones de otros artistas.